# Związek Miast Polskich
Związek Miast Polskich (ZMP) – organizacja samorządów miejskich powołana do opracowywania wspólnego stanowiska wobec rządu i promocji miast członkowskich w Polsce i za granicą.

## Geneza i historia
Organizacja powstała w roku 1917 i działała aż do wybuchu wojny w 1939 roku. Związek miał wpływ na proces legislacyjny, promował gospodarkę i kulturę miast. Prowadził działalność wydawniczą i szkoleniową oraz wymianę doświadczeń pomiędzy służbami miejskimi. Utrzymywał kontakty z podobnymi organizacjami w innych krajach.
Po II wojnie światowej działalność Związku Miast Polskich została uniemożliwiona. Po wyborach samorządowych w 1990 pojawiła się inicjatywa restytucji Związku. W styczniu 1991 w gmachu Urzędu Wojewódzkiego w Poznaniu odbył się Kongres Restytucyjny. Za najpilniejsze zadania uznano wtedy: opracowanie programu budownictwa, regulację kwestii finansowych miast, gospodarkę gruntami miejskimi i obronę interesów miast.
Od 2003 corocznie odbywają się Kongresy Miast Polskich. Ostatnie kongresy odbyły się:
- 2007: V Kongres Miast Polskich w Szczecinie
- 2008: VI Kongres Miast Polskich w Bielsku-Białej, pod hasłem Jakość życia w miastach
- 2009: VII Kongres Miast Polskich w Gnieźnie, pod hasłem Jakość usług komunalnych
- 2010: VIII Kongres Miast Polskich w Kaliszu, pod hasłem Historia, kultura, tradycje jako czynniki rozwoju miast
- 2011: IX Kongres Miast Polskich w Lublińcu, pod hasłem Infrastruktura kluczem do rozwoju miast
- 2012: X Kongres Miast Polskich w Lublinie, połączony z IV Kongresem Urbanistyki Polskiej
- 2013: XI Kongres Miast Polskich w Krakowie
- 2014: XII Kongres Miast Polskich w Wejherowie, pod hasłem Miasta dla rozwoju
- 2015: XIII Kongres Miast Polskich w Łodzi, pod hasłem Powrót do centrum, połączony z V Kongresem Urbanistyki Polskiej
- 2016: XIV Kongres Miast Polskich w Wałbrzychu, połączony z IV Kongresem Rewitalizacji Miast
- 2017: XV Kongres Miast Polskich w Krakowie, połączony z I Kongresem Polityki Miejskiej

## Członkowie
Do Związku należy 355 miast (stan na czerwiec 2023), w tym prawie wszystkie miasta wojewódzkie (w 2004 ze związku wystąpił Białystok i ponownie powrócił w 2019, w 2016 ze związku wystąpił Szczecin). W 2019 wystąpił Zamość. Ludność miast-członków stanowi ponad 72% miejskiej ludności kraju.

## Prezesi
Prezesami Związku byli dotąd:
- 1991–1998: Wojciech Szczęsny Kaczmarek – prezydent Poznania
- 1998–2002: Piotr Uszok – prezydent Katowic
- 2003–2015: Ryszard Grobelny – prezydent Poznania
- 2015-2024: Zygmunt Frankiewicz – prezydent Gliwic
- od 2024: Jacek Sutryk – prezydent Wrocławia

## Miasta zrzeszone w ZMP
| Województwo                    | Miasto |
| ------------------------------ | --- |
| dolnośląskie (38 miasta)       | Bierutów, Bolesławiec, Chojnów, Dzierżoniów, Głogów, Głuszyca, Góra, Jawor, Jedlina-Zdrój, Jelenia Góra, Karpacz, Kąty Wrocławskie, Kłodzko, Lądek-Zdrój, Legnica, Lubań, Międzybórz, Międzylesie, Milicz, Nowa Ruda, Oleśnica, Polanica-Zdrój, Polkowice, Stronie Śląskie, Strzegom, Syców, Szczawno-Zdrój, Świdnica, Wałbrzych, Wołów, Wrocław, Ząbkowice Śląskie, Zgorzelec, Ziębice, Złotoryja, Żarów, Żmigród |
| kujawsko-pomorskie (23 miast)  | Barcin, Brodnica, Bydgoszcz, Chełmno, Ciechocinek, Gniewkowo, Golub-Dobrzyń, Grudziądz, Inowrocław, Kamień Krajeński, Kruszwica, Mrocza, Nakło, Nowe, Rypin, Sępólno Krajeńskie, Solec Kujawski, Świecie, Toruń, Tuchola, Wąbrzeźno, Więcbork, Włocławek |
| lubelskie (12 miast)           | Biała Podlaska, Biłgoraj, Chełm, Hrubieszów, Krasnystaw, Lubartów, Lublin, Łuków, Międzyrzec Podlaski, Puławy, Radzyń Podlaski, Świdnik. |
| lubuskie (10 miast)            | Babimost, Drezdenko, Gorzów Wielkopolski, Kostrzyn nad Odrą, Międzyrzecz, Nowa Sól, Świebodzin, Zielona Góra, Żagań, Żary |
| łódzkie (30 miast)             | Aleksandrów Łódzki, Bełchatów, Błaszki, Głowno, Kamieńsk, Konstantynów Łódzki, Kutno, Łęczyca, Łowicz, Łódź, Opoczno, Ozorków, Pabianice, Pajęczno, Piotrków Trybunalski, Przedbórz, Radomsko, Rawa Mazowiecka, Sieradz, Skierniewice, Sulejów, Tomaszów Mazowiecki, Tuszyn, Wieruszów, Zduńska Wola, Zelów, Zgierz, Żychlin |
| małopolskie (14 miast)         | Brzesko, Chrzanów, Gorlice, Koszyce, Kraków, Muszyna, Niepołomice, Olkusz, Oświęcim, Skawina, Stary Sącz, Tarnów, Wieliczka, Zakopane |
| mazowieckie (53 miasta)        | Brwinów, Ciechanów, Glinojeck, Grodzisk Mazowiecki, Grójec, Iłża, Józefów, Kobyłka, Konstancin-Jeziorna, Kozienice, Legionowo, Łomianki, Łosice, Marki, Milanówek, Mińsk Mazowiecki, Mława, Mszczonów, Nowy Dwór Mazowiecki, Ostrołęka, Ostrów Mazowiecka, Otwock, Piaseczno, Piastów, Pionki, Płock, Płońsk, Podkowa Leśna, Pruszków, Przasnysz, Przytyk, Pułtusk, Raciąż, Radom, Radzymin, Różan, Serock, Siedlce, Sierpc, Sochaczew, Sokołów Podlaski, Sulejówek, Szydłowiec, Tłuszcz, Warszawa, Węgrów, Wołomin, Wyszków, Zakroczym, Ząbki, Zielonka, Żuromin, Żyrardów |
| opolskie (9 miast)             | Brzeg, Kędzierzyn-Koźle, Kluczbork, Namysłów, Nysa, Opole, Otmuchów, Paczków, Prószków |
| podkarpackie (19 miast)        | Brzozów, Dukla, Dynów, Jarosław, Jasło, Kańczuga, Kolbuszowa, Krosno, Leżajsk, Mielec, Nisko, Przemyśl, Przeworsk, Radymno, Rzeszów, Sanok, Stalowa Wola, Tarnobrzeg, Ustrzyki Dolne |
| podlaskie (10 miast)           | Augustów, Białystok, Bielsk Podlaski, Kolno, Sejny, Siemiatycze, Sokółka, Suwałki, Wasilków, Zambrów |
| pomorskie (28 miast)           | Brusy, Bytów, Chojnice, Czersk, Gdańsk, Gdynia, Kartuzy, Kępice, Kościerzyna, Krynica Morska, Kwidzyn, Lębork, Łeba, Malbork, Miastko, Pelplin, Pruszcz Gdański, Puck, Reda, Rumia, Skarszewy, Słupsk, Sopot, Starogard Gdański, Ustka, Wejherowo, Władysławowo |
| śląskie (38 miast)             | Będzin, Bielsko-Biała, Bieruń, Bytom, Chorzów, Cieszyn, Czechowice-Dziedzice, Czeladź, Częstochowa, Dąbrowa Górnicza, Gliwice, Jastrzębie-Zdrój, Jaworzno, Katowice, Lubliniec, Łaziska Górne, Mikołów, Mysłowice, Myszków, Piekary Śląskie, Racibórz, Ruda Śląska, Rybnik, Siemianowice Śląskie, Siewierz, Sławków, Sosnowiec, Strumień, Świętochłowice, Tarnowskie Góry, Tychy, Włodowice, Wodzisław Śląski, Wojkowice, Zabrze, Zawiercie, Żory, Żywiec |
| świętokrzyskie (9 miast)       | Busko-Zdrój, Kielce, Morawica, Ostrowiec Świętokrzyski, Pińczów, Połaniec, Sandomierz, Skarżysko-Kamienna, Starachowice |
| warmińsko-mazurskie (17 miast) | Bartoszyce, Biała Piska, Braniewo, Działdowo, Elbląg, Ełk, Giżycko, Gołdap, Iława, Kętrzyn, Lubawa, Morąg, Nowe Miasto Lubawskie, Olsztyn, Ostróda, Pasłęk, Szczytno |
| wielkopolskie (45 miast)       | Chodzież, Czarnków, Dąbie, Dolsk, Gniezno, Gostyń, Grodzisk Wielkopolski, Jarocin, Kalisz, Kępno, Kleczew, Koło, Konin, Kościan, Koźmin Wielkopolski, Kórnik, Krotoszyn, Leszno, Międzychód, Murowana Goślina, Nowy Tomyśl, Oborniki, Odolanów, Ostrów Wielkopolski, Ostrzeszów, Piła, Pleszew, Poznań, Puszczykowo, Rawicz, Rychwał, Sieraków, Sulmierzyce, Swarzędz, Szamotuły, Ślesin, Śrem, Trzcianka, Turek, Wągrowiec, Wolsztyn, Września, Zduny, Złotów, Żerków |
| zachodniopomorskie (20 miast)  | Białogard, Dębno, Drawsko Pomorskie, Kalisz Pomorski, Karlino, Kołobrzeg, Koszalin, Mielno, Międzyzdroje, Myślibórz, Nowogard, Police, Pyrzyce, Stargard, Stepnica, Szczecinek, Świnoujście, Tuczno, Wolin, Złocieniec |

Pełna i aktualna lista miast członków Związku Miast Polskich (alfabetyczna, wg województw).